# Julien Mertine
Julien Mertine (Saint-Germain-en-Laye, 25 de junio de 1988) es un deportista francés que compite en esgrima, especialista en la modalidad de florete.
Participó en dos Juegos Olímpicos de Verano, obteniendo dos medallas en la prueba por equipos, oro en Tokio 2020 (junto con Erwann Le Péchoux, Enzo Lefort y Maxime Pauty) y bronce en París 2024 (con Maximilien Chastanet, Maxime Pauty y Enzo Lefort).
Ganó tres medallas en el Campeonato Mundial de Esgrima entre los años 2014 y 2019, y cinco medallas en el Campeonato Europeo de Esgrima entre los años 2014 y 2024.

## Palmarés internacional
| Juegos Olímpicos   | Juegos Olímpicos      | Juegos Olímpicos  | Juegos Olímpicos    |
| Año                | Lugar                 | Medalla           | Prueba              |
| ------------------ | --------------------- | ----------------- | ------------------- |
| 2020               | Tokio (Japón)         | Medalla de oro    | Florete por equipos |
| 2024               | París (Francia)       | Medalla de bronce | Florete por equipos |
| Campeonato Mundial |                       |                   |                     |
| Año                | Lugar                 | Medalla           | Prueba              |
| 2014               | Kazán (Rusia)         | Medalla de oro    | Florete por equipos |
| 2017               | Leipzig (Alemania)    | Medalla de bronce | Florete por equipos |
| 2019               | Budapest (Hungría)    | Medalla de plata  | Florete por equipos |
| Campeonato Europeo |                       |                   |                     |
| Año                | Lugar                 | Medalla           | Prueba              |
| 2014               | Estrasburgo (Francia) | Medalla de oro    | Florete por equipos |
| 2015               | Montreux (Suiza)      | Medalla de oro    | Florete por equipos |
| 2017               | Tiflis (Georgia)      | Medalla de oro    | Florete por equipos |
| 2019               | Düsseldorf (Alemania) | Medalla de oro    | Florete por equipos |
| 2024               | Basilea (Suiza)       | Medalla de oro    | Florete por equipos |